# Landázuri (kommun)
Landázuri är en kommun i Colombia.   Den ligger i departementet Santander, i den centrala delen av landet, 190 km norr om huvudstaden Bogotá. Antalet invånare är 15 192.